# Języki woltyjskie
     Języki bantu
     Języki kwa
     Języki kru
     Języki senufo
     Języki benue-kongijskie (grupa zachodnia)
     Języki woltyjskie
     Języki adamawa-ubangi
     Języki mande
     Języki atlantyckie

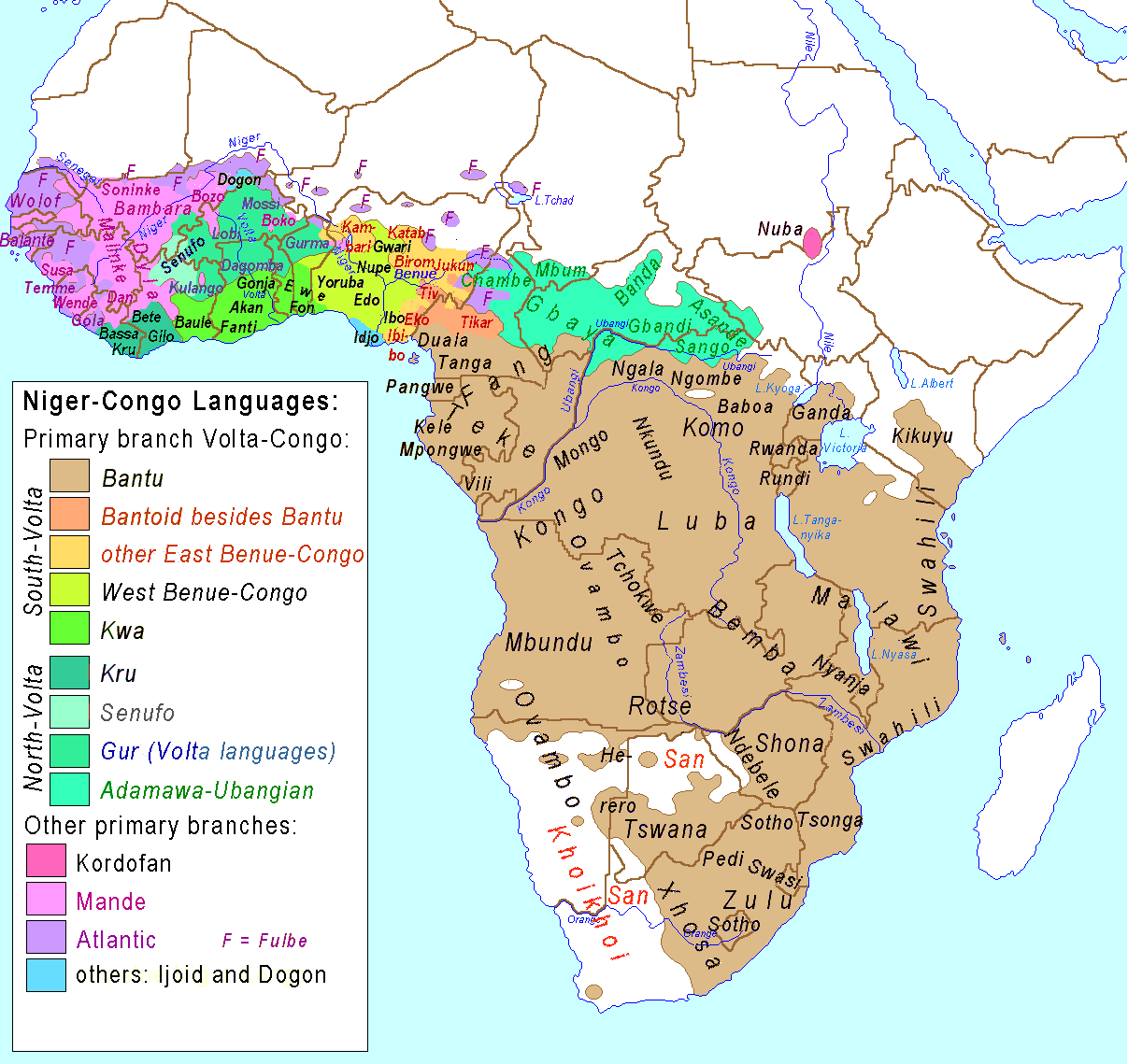
Mapa języków nigero-kongijskich:
Języki bantu
Języki kwa
Języki kru
Języki senufo
Języki benue-kongijskie (grupa zachodnia)
Języki woltyjskie
Języki adamawa-ubangi
Języki mande
Języki atlantyckie

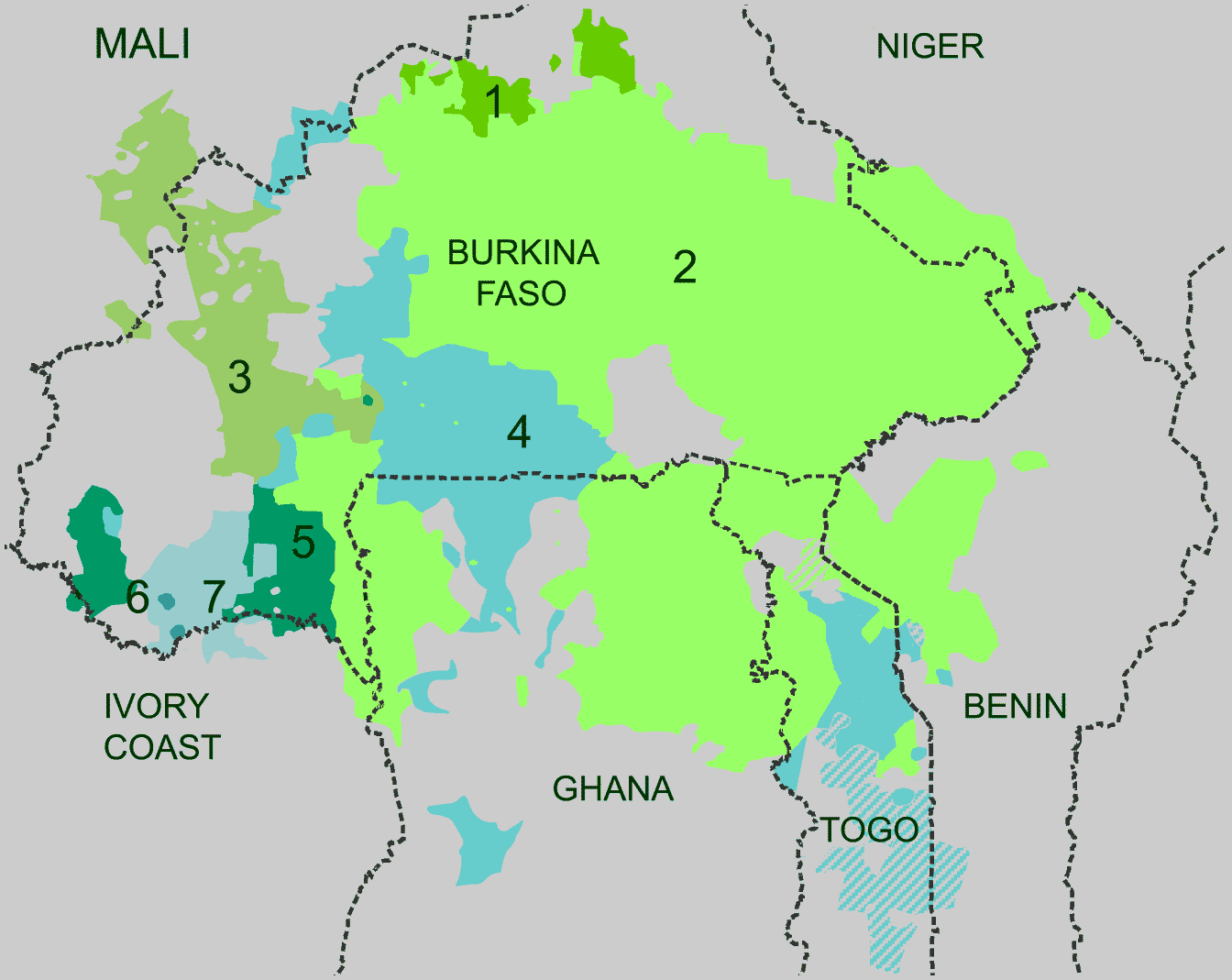
Zasięg

Języki woltyjskie albo gur – podgrupa języków nigero-kongijskich, według klasyfikacji Josepha Greenberga stanowiąca w niej osobną rodzinę, niektórzy językoznawcy włączają jednak języki woltyjskie do wolta-kongijskich w obrębie podgrupy atlantycko-kongijskiej.
Grupa woltyjska obejmuje 79 języków używanych w Afryce Zachodniej na południu Mali, w Burkina Faso oraz na północy Beninu, Togo, Ghany, Nigerii i Wybrzeża Kości Słoniowej.
Języki tej grupy odznaczają się konstrukcjami seryjnymi czasowników oraz klasami imiennymi.